# Adrianus Spigelius
Adrianus Spigelius (nome original Adriaan van den Spiegel, também chamado de Adrianus Spigelius Bruxellensis), nasceu em Bruxelas em 1578 e morreu em Pádua, no dia 7 de abril de 1625.  Durante a maior parte da sua vida praticou Medicina em Pádua, e é considerado um dos grandes médicos associados a essa cidade.
Em Pádua ele estudou anatomia tendo Hieronymus Fabricius como seu professor.
A sua melhor obra de anatomia foi De humani corporis fabrica libri X tabulis aere icisis exornati que foi publicada postumamente em 1627.  Seu título foi emprestado da obra De humani corporis fabrica, escrita pelo seu renomado compatriota Andreas Vesalius, que também estudou em Pádua.
A pretensão do livro foi fazer uma atualização do pensamento médico (cem anos depois) a respeito da anatomia.  Em seu tratado De semitertiana libri quatuor, escrito em 1624, ele fornece uma primeira descrição abrangente sobre a malária.  Também uma hérnia incomum da parede abdominal foi descrita pela primeira vez por ele, a quem chamou de Hérnia de Spiegel.
As suas contribuições científicas mais importantes dizem respeito à embriologia, a  neuroanatomia e à anatomia abdominal e hepática, na qual descreveu, entre outras coisas, o lobo hepático que leva o seu nome.
Adrianus Spigelius, ao estudar as glândulas adrenais, às quais chamou de capsulae renales, achava que as glândulas adrenais serivam simplesmente para ocupar o espaço entre os rins e o diafragma, e para auxiliar a suportar o estômago.
Spiegel também fez alguns trabalhos como botânico.  O gênero Spigelia, da qual conhecemos seis espécies, recebeu esse nome em sua homenagem por Carolus Linnaeus em 1753.  Tradicionalmente, o rizoma e as raízes da Spigelia marilandica foram usados no combate a parasitas intestinais.

## Obras Principais
- De formatu foetu, 1626.
- De humani corporis fabrica, 1627.
- Opera quae extant omnia, Amsterdam, Johannes Blaeu, 1645.